# حكومة سمير زيد الرفاعي الأولى
حكومة سمير زيد الرفاعي الأولى هي الحكومة رقم 92 منذ أعلان استقلال إمارة شرق الأردن عام 1921 والتاسعة في عهد الملك عبد الله الثاني. شكّل سمير زيد الرفاعي الحكومة في 14 ديسمبر عام 2009، بتكليف من ملك الأردن عبد الله الثاني بن الحسين. وقد حلّت الحكومة في شهر نوفمبر 2011.

## التشكيل
| الاسم                                         | المهام الوزارية                                      |
| --------------------------------------------- | ---------------------------------------------------- |
| معالي السيد مروان صلاح محمد جمعه جمعه         | وزيرا للاتصالات وتكنولوجيا المعلومات                 |
| دولة السيد سمير زيد سمير الرفاعي              | رئيسا للوزراء ووزيرا للدفاع                          |
| معالي الدكتور رجائي صالح عيسى المعشر          | نائبا لرئيس الوزراء ووزير دولة                       |
| معالي السيد نايف سعود فارس القاضي             | نائبا لرئيس الوزراء ووزيرا للداخلية                  |
| معالي الدكتور عبدالسلام داود محمد العبادي     | وزيرا للاوقاف والشؤون والمقدسات الاسلامية            |
| معالي السيد توفيق محمود حسين كريشان           | وزير دولة للشؤون البرلمانية                          |
| معالي السيد "محمد ناصر" سامي حسن جوده         | وزيرا للخارجية                                       |
| معالي الدكتور وليد سالم محمد المعاني          | وزيرا للتعليم العالي والبحث العلمي                   |
| معالي الدكتور "محمد ناصر" سالم محمد ابوحمور   | وزيرا للمالية                                        |
| معالي الدكتور نبيل محمود إسماعيل الشريف       | وزير دولة لشؤون الاعلام والاتصال                     |
| معالي المهندس خالد انيس محمد زيدالايراني      | وزيرا للطاقة والثروة المعدنية                        |
| معالي السيدة مها محمد محمود الخطيب            | وزيرا للسياحة والاثار                                |
| معالي السيدة هاله نعمان خيرالدين "بسيسو لطوف" | وزيرا للتنمية الاجتماعية                             |
| معالي المهندس عامر مروان عبدالكريم الحديدي    | وزيرا للصناعة والتجارة                               |
| معالي المهندس علاء عارف سعد البطاينه          | وزيرا للنقل                                          |
| معالي السيد أيمن يحيى حسن عودة                | وزيرا للعدل                                          |
| معالي الدكتور نايف هايل فالح "ابوجنيب الفايز" | وزيرا للصحة                                          |
| معالي المهندس موسى حابس موسى المعايطة         | وزيرا للتنمية السياسية                               |
| معالي المهندس سعيد بهاء عمر المصري            | وزيرا للزراعة                                        |
| معالي السيد نبيه جميل نورس شقم                | وزيرا للثقافة                                        |
| معالي السيد عماد نجيب عايد فاخوري             | وزيرا لتطوير القطاع العام ووزير دولة للمشاريع الكبرى |
| معالي السيد علي ظاهر حسن الغزاوي              | وزيرا للشؤون البلدية                                 |
| معالي الدكتور جعفر عبد عبدالفتاح حسان         | وزيرا للتخطيط والتعاون الدولي                        |
| معالي السيد جمال حامد عواد الشمايلة           | وزير دولة لشؤون رئاسة الوزراء                        |
| معالي الدكتور إبراهيم "محمد سعيد" مصطفى بدران | وزيرا للتربية والتعليم                               |
| معالي الدكتور إبراهيم عطا خليل العموش         | وزيرا للعمل                                          |
| معالي المهندس محمد جميل موسى النجار           | وزيرا للمياه والري                                   |
| معالي الدكتور محمد طالب مفلح عبيدات           | وزيرا للاشغال العامة والاسكان                        |
| معالي السيد حازم امين فارس ملحس               | وزيرا للبيئة                                         |

تعديل 28/07/2010
| الاسم                                      | المهام الوزارية                                 |
| ------------------------------------------ | ----------------------------------------------- |
| معالي الدكتور خالد عبدالعزيز سليمان الكركي | نائبا لرئيس الوزراء ووزيرا للتربية والتعليم     |
| معالي السيد توفيق محمود حسين كريشان        | وزيرا للشؤون البرلمانية                         |
| معالي السيد هشام فالح احمد التل            | وزيرا للعدل                                     |
| معالي السيدة سهير عبدالرحمن مصطفى العلي    | وزير دولة لشؤون مجلس الوزراء                    |
| معالي الدكتور إبراهيم عطا خليل العموش      | وزير دولة لشؤون رئاسة الوزراء والشؤون القانونية |
| معالي السيد علي حمدان عبدالقادر العايد     | وزير دولة لشؤون الاعلام والاتصال                |
| معالي السيد مازن فؤاد محمد الخصاونة        | وزيرا للزراعة                                   |
| معالي السيدة سوزان عبدالمجيد محمد عفانة    | وزيرا للسياحة والاثار                           |
| معالي السيد سمير سعيد عبدالمعطي مراد       | وزيرا للعمل                                     |

تعديل 26/10/2010
| الاسم                                    | المهام الوزارية                             |
| ---------------------------------------- | ------------------------------------------- |
| معالي المهندس خالد انيس محمد زيدالايراني | وزيرا للطاقة والثروة المعدنية ووزيرا للبيئة |

## وصلات خارجية
- موقع رئاسة الوزراء

| سبقه حكومة نادر الذهبي | الحكومة الأردنية October 24, 2011 - May 2, 2012 | تبعه حكومة سمير زيد الرفاعي الثانية |